# Kazuyuki Kyoya
Kazuyuki Kyoya (京谷 和幸, Kyoya Kazuyuki, Muroran, 13 augustus 1971) is een Japans voormalig voetballer die als aanvaller speelde.

## Biografie
Kyoya begon zijn voetballoopbaan in 1990 bij Furukawa Electric, de voorloper van JEF United Ichihara. In 4 jaar speelde hij er 11 competitiewedstrijden. Op 28 november 1993 had hij een ongeval. Hij liep daarbij een dwarslaesie op en is sindsdien afhankelijk van een rolstoel om zich te verplaatsen. Kyoya begon zijn rolstoelbasketballoopbaan in 1994. Hij nam met het Japans rolstoelbasketbalelftal deel aan de Paralympische Zomerspelen 2000, 2004, 2008 en 2012.